# Polyplectropus dhinkari
Polyplectropus dhinkari är en nattsländeart som beskrevs av Malicky 1979. Polyplectropus dhinkari ingår i släktet Polyplectropus och familjen fångstnätnattsländor. Inga underarter finns listade i Catalogue of Life.